# لا پالوما (تگزاس)
لا پالوما (به انگلیسی: La Paloma) یک منطقهٔ مسکونی در ایالات متحده آمریکا است که در شهرستان کمرون، تگزاس واقع شده‌است. لا پالوما ۵٫۶ کیلومتر مربع مساحت و ۲٬۹۰۳ نفر جمعیت دارد و ۱۵ متر بالاتر از سطح دریا واقع شده‌است.